# Antonio Tabucchi
Antonio Tabucchi (Pisa, Italia; 24 de septiembre de 1943-Lisboa, Portugal; 25 de marzo de 2012) fue un escritor y profesor italiano de lengua y literatura portuguesa.

## Biografía
Creció en casa de los abuelos maternos en Vecchiano, lugar cercano a Pisa. Durante los años de estudios universitarios en la Universidad de Pisa Tabucchi realizó numerosos viajes por Europa, siguiendo las huellas de los autores que había encontrado en la rica biblioteca de su tío materno. Durante uno de estos viajes, en París, en un banco de la Estación de Lyon encontró el poema Tabacaria firmado por Álvaro de Campos, uno de los heterónimos de Fernando Pessoa, en la traducción francesa de Pierre Hourcade. De aquí surgió la intuición de que había encontrado el tema para los siguientes veinte años de su vida.  
Viajó a Lisboa, ciudad por la que desarrolló una verdadera pasión. Escribió una tesis doctoral sobre el surrealismo en Portugal. Realizó estudios de perfeccionamiento en la Escuela Normal Superior de Pisa y en 1973 recibió el encargo de enseñar lengua y literatura portuguesa en Bolonia. En 1978, se trasladó a la Universidad de Génova.
Entre 1985 y 1987 fue director del Instituto Italiano de Cultura de Lisboa.
Durante mucho tiempo vivió la mitad del año en Lisboa, donde escribía, con su pareja —nacida allí— y sus dos hijos. La otra mitad del año vivía en la Toscana, dando clases en la Universidad de Siena. En 2004 obtuvo la ciudadanía portuguesa.
Tabucchi falleció el 25 de marzo de 2012 en el Hospital de la Cruz Roja de Lisboa, a raíz de un cáncer.

## Obra
Visceralmente enamorado de Portugal, fue el mejor conocedor, crítico y traductor italiano del escritor portugués Fernando Pessoa. Tabucchi conoció la obra de Pessoa en los años sesenta, en la Sorbona, y le fascinó de tal forma que a su regreso a Italia acudió a clases de portugués para comprender mejor al poeta.
Sus libros han sido traducidos en dieciocho países. Junto a María José de Lancastre, su esposa, tradujo al italiano muchas de las obras de Pessoa. Escribió, además, un libro de ensayos y una comedia teatral sobre él.
Obtuvo el premio francés Médicis extranjero por su novela Notturno Indiano, y el premio Campiello por Sostiene Pereira. En 2004 recibió en España el Premio Francisco Cerecedo de periodismo. 
Algunos de los temas más recurrentes en su obra están relacionados con la búsqueda de la identidad y su ocultamiento, el viaje, el paso del tiempo y la muerte, la memoria y el recuerdo, el sueño y el mundo onírico, el juego y sus equívocos. También suele incluir en sus obras temas antropológicos, como la gastronomía regional de los lugares visitados por sus personajes —especialmente la cocina portuguesa—, y la preocupación por las minorías culturales, sexuales y étnicas.
Algunos de sus libros más conocidos son Notturno Indiano (Sellerio, 1984), Piccoli equivoci senza importanza (Feltrinelli, 1985), Un baule pieno di gente (Feltrinelli, 1990), Gli ultimi tre giorni di Fernando Pessoa (Sellerio, 1994), Sostiene Pereira (Sellerio, 1994), La testa perduta di Damasceno Monteiro (Feltrinelli, 1997) y Si sta facendo sempre più tardi (Feltrinelli, 2001). Varios de sus libros han sido llevados al cine, entre los que destaca Sostiene Pereira, donde Marcello Mastroianni destacó en una de sus últimas interpretaciones, en 1995, sólo un año antes de su fallecimiento. En 2013 se publicó de manera póstuma Per Isabel. Un mandala por el sello Feltrinelli Editoriale.

### Libros
- Piazza d'Italia (1975)
- El juego del revés (1981)
- Dama de Porto Pim y otras historias (1983)
- Nocturno hindú (1984)
- Pequeños equívocos sin importancia (1985)
- La línea del horizonte (1986)
- Los volátiles del Beato Angelico
- El ángel negro (1991)
- Réquiem: una alucinación (1992)
- Sostiene Pereira (1994)
- La cabeza perdida de Damasceno Monteiro (1997)
- La gastritis de Platón (1998)
- Sueños de sueños. Los tres últimos días de Fernando Pessoa (2000)
- Se está haciendo cada vez más tarde (2001)
- Autobiografías ajenas: poéticas a posteriori (2003)
- Tristano muere: una vida (2004)
- La oca al paso: noticias desde la oscuridad que estamos atravesando (2004)
- El tiempo envejece deprisa: nueve historias (2009)
- Viajes y otros viajes (2010)
- Para Isabel. Un mandala

### Teatro
- Gli Zingari e il Rinascimento (1999), ISBN 88-380-8010-0
- Ena poukamiso gemato likedes (Una camicia piena di macchie. Conversazioni di A.T. con Anteos Chrysostomidis, 1999)